# Laxmi Agarwal
Pour les articles homonymes, voir Agarwal.
Laxmi Agarwal, née à New Delhi, est une militante indienne qui défend les droits des victimes d'attaques à l'acide. Victime d'une telle attaque, elle a lancé la campagne « Stop Acid Attacks » dont elle fut la coordinatrice.

## Victime d'une agression
En 2005, à l'âge de 15 ans, Laxmi est attaquée à l'acide par un homme de 32 ans dont elle rejetait les avances. Son histoire, à l'instar d'autres victimes d'agressions à l'acide, paraît dans le quotidien indien Hindustan Times. Elle initie une pétition réclamant une restriction aux ventes d'acides qui récolte 27 000 signatures et la présente à la Cour suprême de l'Inde, ce qui conduit cette institution à ordonner aux gouvernements centraux et locaux de réglementer la vente d'acide, et à demander au Parlement de faciliter les poursuites contre les auteurs.

## Carrière
Laxmi est la directrice de la fondation Chhanv, une ONG vouée à l'aide aux victimes d'attaques acides en Inde.
En juin 2014, Laxmi anime une émission de télévision, Udaan, sur New Express, où elle parle de son expérience.

## Distinctions
Laxmi a reçu le prix international de la femme de courage en 2014 des mains de Michelle Obama. Elle a également été désignée Indienne de l'année par la chaîne NDTV (New Delhi Television Limited) .